# Платер, Феликс
Феликс Платер (Платтер) (28 октября 1536, Базель — 28 июля 1614 там же) — швейцарский медик, естествоиспытатель и писатель-автобиографист эпохи Возрождения.

## Биография
Сын гуманиста Томаса Платера (старшего) (благодаря ему он получил хорошее образование, ведь он был выдающимся врачом, а также директором колледжа в Базеле), а также сводный брат писателя, и врача Томаса Платера (младшего). С 1552 по 1557 год изучал медицину в Монпелье, где получил степень доктора в 1556 году, затем работал врачом в Базеле. В 1560 году назначен профессором медицины и стал придворным врачом князей и дворян Верхнего Рейна. В 1571 году назначен врачом города и профессором Базельского университета, неоднократно был его деканом и ректором. Он известен как коллекционер изделий искусства, музыкальных инструментов, анатомических препаратов и минералов. Монтень во время своей поездки в Швейцарию в 1580 году не упустил возможности осмотреть его гербарий.
Платер был пионером патологической анатомии и один из основоположников судебной медицины. Под влиянием оптики в 1583 году он обнаружил, что хрусталик служит для фокусировки изображения на глазном дне (а не воспринимает свет, как считал Гален) и аргументировал свою теорию в клинике. В своём трёхтомном учебнике «Труд о врачебном деле» (Praxeos medicae opus (Praxeos Medicae Tomi tres)) (1602—1608) Платер дал обзор клинической медицины. В «Докладе о чуме» (Pestbericht) во время Базельской эпидемии чумы в 1610 и 1611 годов он выступает в качестве первопроходца-эпидемиолога. Во «Врачебных наблюдениях в трех книгах» (Observationum Medicinalium Libri tres) Платер предлагает сборник историй болезни.
Он также представил первую классификацию психических расстройств. Платеру в ней принадлежит ряд приоритетов. Здесь есть первое в истории психиатрии совершенно ясное указание на экзогенное и эндогенное происхождение психозов, описал ОКР, задолго до основателя патологической анатомии Морганьи, он пользуется анатомо-клиническим методом изучения психических расстройств, яркой иллюстрацией чего является впервые описанный им случай внутричерепной мозговой опухоли.
Также Платер первым описал ладонный фасциальный фиброматоз Дюпюитрена в 1614 году, объяснив это с точки зрения его правильного понимания анатомии. Современное мнение, что он считал, что болезнь вызвана смещением и укорочением сухожилий сгибателей основано на неправильной интерпретации оригинального латинского текста. С помощью анатомических исследований, Платер доказал, что подкожное растягивание связок ладонного апоневроза, а не сухожилия сгибателей были ответственны за болезнь Дюпюитрена, за 150 лет до Генри Клайна, Эстли Купера и Гийома Дюпюитрена, поняв анатомический субстрат болезни.
В этом же году он описал удушение ребёнка увеличенным тимусом, что можно считать одним из первых описаний синдрома внезапной детской смерти.
В имеющем культурно-историческое значение «Дневнике» (Tagebuch), который впервые был опубликован в 1840 году, он рассказывает о своей молодости, жизни студентов во Франции о первом периоде жизни в Базеле до 1561 года.

## Оценка деятельности
По отзыву Жениль-Перрена, психиатра XIX—XX вв.:

«Платер применил к медицине индуктивный метод, провозглашенный Роджером Бэконом, вновь призвавшим к жизни великие традиции греко-римской древности. Этим методом Платер владел в совершенстве, как достойный современник Галилея и Френсиса Бэкона. Ему принадлежит почетное место не в одной только истории психиатрии: Платер — один из видных деятелей культурного развития человечества в эпоху Ренессанса».

Советский психиатр Ю. В. Каннабих в «Истории психиатрии» пишет:

В трудах Платера нет литературы и книжной учености. Его руководительницей была сама жизнь, а не авторитеты; его «Наблюдения», как он с гордостью отмечает, содержат только то, что он сам действительно видел, изучал, разбирал: quae ipse vidi, animadverti, tractavi.

## Память
В Базеле в честь Платера была названа больница Felix Platter-Spital.

## Изданные сочинения[4]
1. При жизни:
  1. «De Corporis humani structura et usu Libri tres (Три книги o строении и деятельности человеческого тела)». — Базель, 1583, и 1603, фолиант. — иллюстрированы 50 выгравированными плитами с нанесёнными рисунками-копиями Паре и Везалия
  2. «De Febribus Liber (Книга о лихорадке)» (неопр.). — Франкфурт, 1597.
  3. «Praxeos medicae opus (Praxeos Medicae Tomi tres) (Труд о врачебном деле)» (неопр.). — Базель, 1602-1608.
  4. «Observationum Medicinalium Libri tres (Врачебные наблюдения в трех книгах)» (неопр.). — Базель, 1614.
  5. «Consilia Medica (Врачебный совет)» (неопр.). — Франкфурт, 1615.
  6. «De Gangraena Epistola (Письмо о гангрене)» (неопр.). — Франкфурт. — среди писем Гильдамусу;
2. После смерти:
  1. «Quaestionum Medicarum paradoxarum et eudoxarum Centuria posthuma» (порт.). — Базель: Томас Платер (младший), 1625.
  2. «Quaestiones Physiologicae de partium in utero conformatione» (итал.). — Лейден, 1650.
  3. «Tagebuch (Дневник)» (неопр.). — 1840.